# 창녕박물관
창녕박물관은 경상남도 창녕군 소재의 박물관이다.

## 연혁
- 1996년 3월 2일 유물전시관 개관.
- 1997년 7월 2일 박물관으로 등록.

## 관람 안내
관람 시간
- 오전 9시 ~ 오후 6시(입장 마감 시간은 오후 5시)

휴관일
- 매주 월요일, 공휴일 다음날, 1월 1일, 설 연휴, 추석 연휴